# ГЕС Чамшир
ГЕС Чамшир — гідроелектростанція, що споруджується на південному заході Ірану. Використовуватиме ресурс із річки Zohreh, яка впадає до Перської затоки за пів сотні кілометрів на південний схід від Бендер-Імаму.
У межах проєкту річку перекриють греблею з ущільненого котком бетону заввишки 155 метрів, завдовжки 560 метрів та завширшки від 9 (по гребеню) до 93 (по основі) метрів, яка потребуватиме 1,15 млн м3 матеріалу та дасть змогу утворити водосховище з об'ємом 1,8 млрд м3. На час будівництва вода відводитиметься за допомогою тунелю довжиною 0,76 км із діаметром 12 метрів.
Через дериваційний тунель довжиною 4,8 км ресурс подаватиметься до машинного залу. Останній обладнають двома турбінами загальною потужністю по 110 МВт (існує також варіант із трьома турбінами та загальною потужністю 165 МВт), які забезпечуватимуть виробництво 520 млн кВт·год електроенергії на рік.
У другій половині 2010-х проєкт перебував на початковому етапі будівництва.